# Обресков, Пётр Алексеевич
Пётр Алексеевич Обресков (1752—1814) — один из статс-секретарей Павла I, сенатор, тайный советник.

## Биография
Старший сын Алексея Михайловича Обрескова, русского резидента в Константинополе, от второго его брака с константинопольской гречанкой, родился в 1752 году. 
Службу начал в 1772 году. По протекции отца служил у князя А. А. Безбородко по ведомству иностранных дел. Если верить отзыву Д. Н. Свербеева, «человек он был умный и честный». Однако, он не особенно быстро двигался по иерархической лестнице чинов и в 1795 году был лишь коллежским советником.
С восшествием на престол Павла I, положение Обрескова сразу изменилось: 10 февраля 1897 года, будучи лишь в чине статского советника, Обресков был назначен статс-секретарём императора, сопровождал его во время путешествий по России и управлял императорской походной канцелярией; в день коронации Павла I, был произведён в действительные статские советники и получил орден Св. Анны; 25 сентября того же года назначен казначеем Императорских Российских орденов; 14 октября 1798 года произведён в тайные советники и назначен сенатором — сначала присутствовал в 3-м, а потом в 5-м департаменте Правительствующего сената. Его злоупотребления, однако, вызывали недовольство старого князя Безбородко, как видно из письма Растопчина к графу С. Р. Воронцову:
Князь очень сердился на маленького плута Обрескова. О его действиях доложено было Государю, но, вместо того, чтобы наказать плута, бравшего взятки, и которого по букве закона можно посадить в крепость, его произвели в сенаторы и дали ему 2000 рублей.
В 1800 году Обресков попал в опалу 4 сентября был уволен от службы. Но при Александре I вернулся на службу: 5 апреля 1801 году, ему снова было повелено присутствовать в Московских департаментах сената; 12 января 1802 года, по Высочайшему повелению, он был уволен в отпуск на два года «для поправления домашних дел». По возвращении из отпуска и до самой смерти состоял главой Межевой канцелярии. В 1809—1810 гг. ревизовал центральные губернии: Пермскую, Вятскую, Казанскую, Нижегородскую, Владимирскую. По окончании ревизии он написал обстоятельные донесения Александру I c предложением о смене чиновников, начиная с генерал-губернаторов и заканчивая их подчиненными; был награждён орденом Св. Александра Невского. Обресков стремился учесть интересы государства при смене чиновников, заботился о пользе дела; рекомендовал царю продвигать способных людей. И Александр I принимал во внимание советы Обрескова.
Умер 18 (30) мая 1814 года. По поводу смерти Обрескова современница писала:
Он умер вследствие болезни, которую от всех скрывал целый год. Доктора, не зная настоящей причины его страданий, лечили его вовсе не так, как следовало и ускорили его смерть. В Петербурге он прохворал три месяца и тоже проводил докторов, а глотая лекарства их, он просто отравился. Истину узнали, но слишком поздно; дней за шесть до его смерти, помочь уже было невозможно. Жена его в отчаянии, люди, мало знавшие её, и не воображали, чтоб она до такой степени привязана была к мужу.
Женой его была известная в своё время красавица баронесса Елизавета Семёновна Остен-Сакен, урождённая Волчкова (1775—1856), впоследствии жена князя С. А. Хилкова.